# バッファローウィング
バッファローウィング（英: Buffalo wing）は、鶏肉の手羽を素揚げにし、辛味の強いソースをまぶしたイタリア系アメリカ料理。ニューヨーク州のバッファロー発祥で、バッファロー住人には「チキンウィング」や「ウィング」と呼ばれている。
古典的なバッファローウィングにはカイエンペッパーと酢を利かせた辛味と酸味の強いソースと溶かしバターが使用される。
伝統的にはブルーチーズドレッシングもしくはランチドレッシングを添えたセロリスティックやキャロットとともに出される。

## 概要
揚げた鶏手羽にカイエンペッパー、溶かしバター、酢、その他の調味料や香辛料を絡めて調理を行う。専用に調合されたホットソースが市販されており、これを用いて作るのが最も手軽だが、家庭で自作することもできる。市販のソースは辛さの段階により数種類がある。大抵は手羽肉に衣を付けずに大量の熱した油の中に入れて揚げる（ディープフライ）が、グリルやフライパンで焼く場合や衣を付けて揚げることもある。ソースをまぶす際にはボウルや密封できる容器などを用い、まんべんなくソースが行き渡ったら、オーブンなどで表面を乾燥させる。
アメリカにおいてはハンバーガーやフライドチキン、ピザなどと並び代表的なファーストフードだが、日本においては日常の食事として広く受容されている上記の3品とは異なり、比較的馴染みが薄い。しかし、強い辛さから酒の肴として受け入れられている。
バッファローウィングから派生して鶏足の揚げ物やチキンナゲット、フライドチキンなどの鶏料理、海老やピザ、ポテトチップスなどにバッファローウィングスソースを用いた料理に「バッファロー - 」の名称を用いることもある。ポテトチップの場合、ブルーチーズドレッシングの味も取り入れられ、よりバッファローウィングを食した気分が味わえるようなものも販売されている。
バッファローウィングの大食いコンテストも開かれている（en:Wing Bowl,en:National Buffalo Wing Festivalなど）。

## 歴史

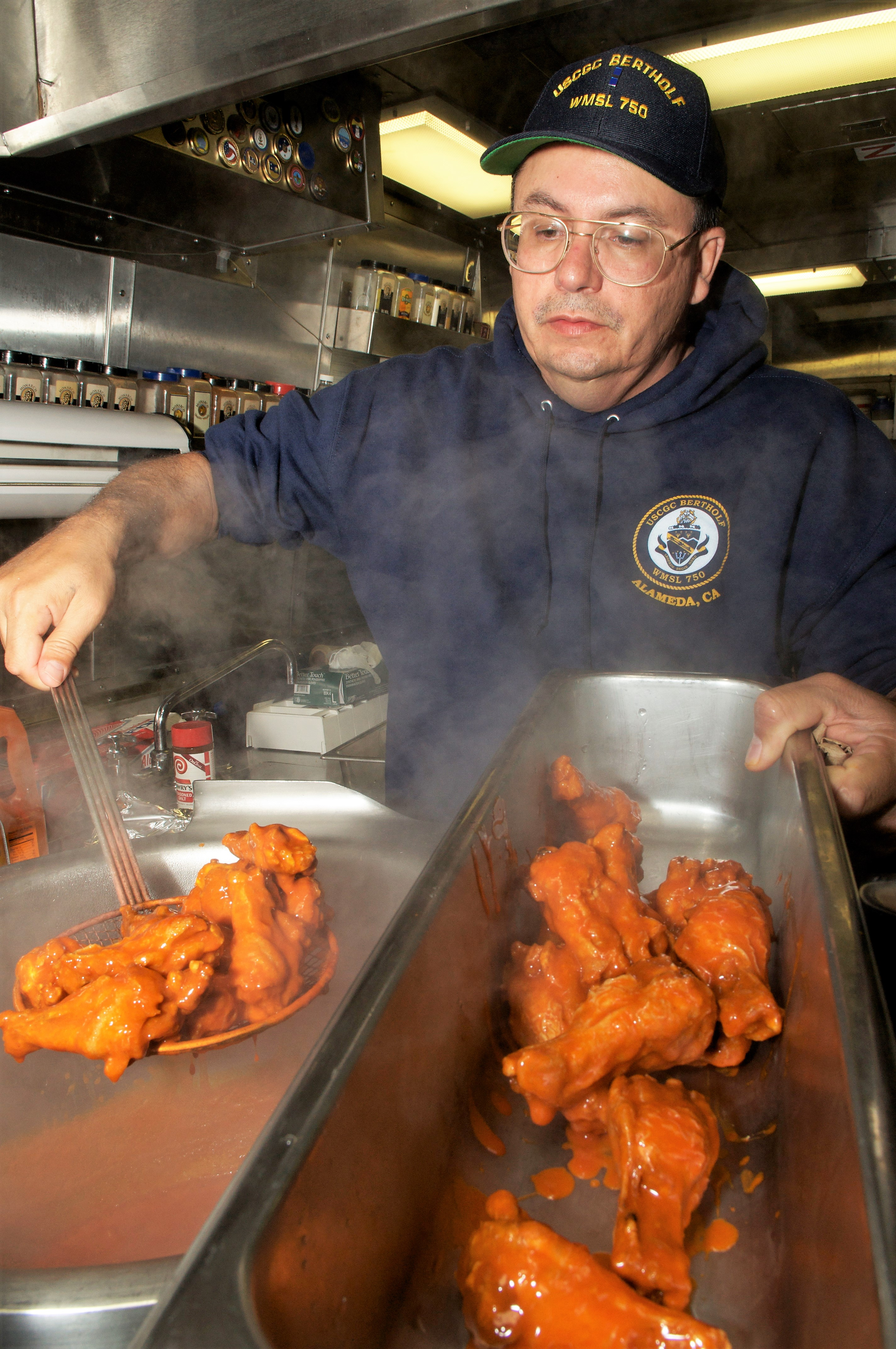
調理中のバッファローウィング

バッファローウィングの発祥には諸説ある。最も知られている説はテレサ・ベリッシモが夫のフランクと経営していたアンカーバー(en:Anchor Bar)で大学から夜遅く帰ってきた息子のドミニクとその友達に手早く簡単な軽食として、通常なら捨てるスープ用の鶏手羽を揚げてカイエンペッパーソースの中に入れて出したのが始まりというものである。その他肉食が解禁となるカトリック教徒のためにテレサが考案した料理を金曜日の夜に出したのが始まりとするもの、スパゲッティのソースのためにフランクが鶏の背中と首を注文したところ誤って届いた手羽を使ってテレサに何か作れないか頼んだのがきっかけとするものがある。またアンカーバー発祥ではなくマンボソースという赤いソースを絡めた鳥手羽料理が1960年代中頃に既にジョン・ヤングという人物が経営するバッファローのレストランで出されていたとする説もある。ヤングは1970年にバッファローを離れたが、郡裁判所に自分の店"John Young's Wings 'n Things"を登録している。
バッファローウィングが全米で知られるようになったのは1980年代にNBCの『トゥデイ』にテレサが出演しバッファローウィングを調理したこと、それから通常のフライドチキンが出来上がるまでに20分以上掛かるのに対して手羽は短時間で完成することから1970年代以降需要が高まったことが要因である。さらに1990年から1993年までスーパーボウルにバッファロー・ビルズが4年連続で出場したことがバッファローウィングにも注目が集まる結果になった。同大会試合視聴時、定番料理の一つとしてビールと共に食されている。